# Talar
Talár (lat. [talaris] = do gležnjev segajoč) je v krščanstvu uradno vrhnje oblačilo duhovnikov z okroglimi gumbi za zapenjanje. V slovenščini se kot sinonim uporablja tudi ime sutána , kar pa se razlikuje od rabe drugje.
Talar kot del vsakdanje duhovniške oprave predpisujejo Rimskokatoliška cerkev (RKC), Pravoslavna cerkev, Anglikanska cerkev in nekatere reformirane (protestantske) cerkve.
Po pravilih RKC je stopnja duhovnika označena s pasom cingulum: črn za nižje stopnje, vijoličen za škofe in nadškofe ter škrlaten za kardinale. 33 gumbov na talarju simbolizira Kristusova leta ob smrti.
Podobno oblačilo uradnikov, kot so: člani univerzitetnega profesorskega zbora, sodni uradniki, namenjena za slovesne ali uradne priložnosti se imenuje toga.